# Ludkovice
Ludkovice jsou obec v okrese Zlín ve Zlínském kraji. Leží asi patnáct kilometrů od Zlína. Jsou součástí mikroregionu Luhačovské Zálesí. Na rozloze 1185 ha žije 729 obyvatel.

## Historie
První písemná zmínka o Ludkovicích pochází z roku 1412 (Lytkowicze), kdy patřily ke Světlovu. Název se historicky vyvíjel od tvaru Lytkowitze (1412), až po Ludkovice (1872). Název obce byl odvozen od jména Ludek (ves lidí Ludkových). Název místní části Pradlisko je odvozen od pradliska, místa na potoce kde se pere. Pradlisko rovněž od roku 1594 náleželo ke Světlovu. V letech 1850–1976 patřilo k obci Řetechov, v letech 1976–1980 bylo součástí Luhačovic a od roku 1980 je součástí Ludkovic. Severně od obce se nachází Vodní nádrž Ludkovice.

## Obyvatelstvo
| Rok            | 1869 | 1880 | 1890 | 1900 | 1910 | 1921 | 1930 | 1950 | 1961 | 1970 | 1980 | 1991 | 2001 | 2011 | 2021 |
| -------------- | ---- | ---- | ---- | ---- | ---- | ---- | ---- | ---- | ---- | ---- | ---- | ---- | ---- | ---- | ---- |
| Počet obyvatel | 601  | 715  | 673  | 716  | 730  | 757  | 785  | 764  | 853  | 777  | 772  | 674  | 681  | 687  | 687  |
| Počet domů     | 104  | 123  | 122  | 124  | 127  | 137  | 149  | 165  | 171  | 178  | 186  | 212  | 219  | 229  | 238  |

## Obecní správa

### Části obce
- Ludkovice
- Pradlisko

### Obecní symboly
Znak a vlajka byly obci uděleny rozhodnutím předsedkyně Poslanecké sněmovny Parlamentu České republiky dne 26. května 2011.

## Pamětihodnosti
- Kaple Panny Marie Růžencové
- Boží muka
- Kříž

## Galerie

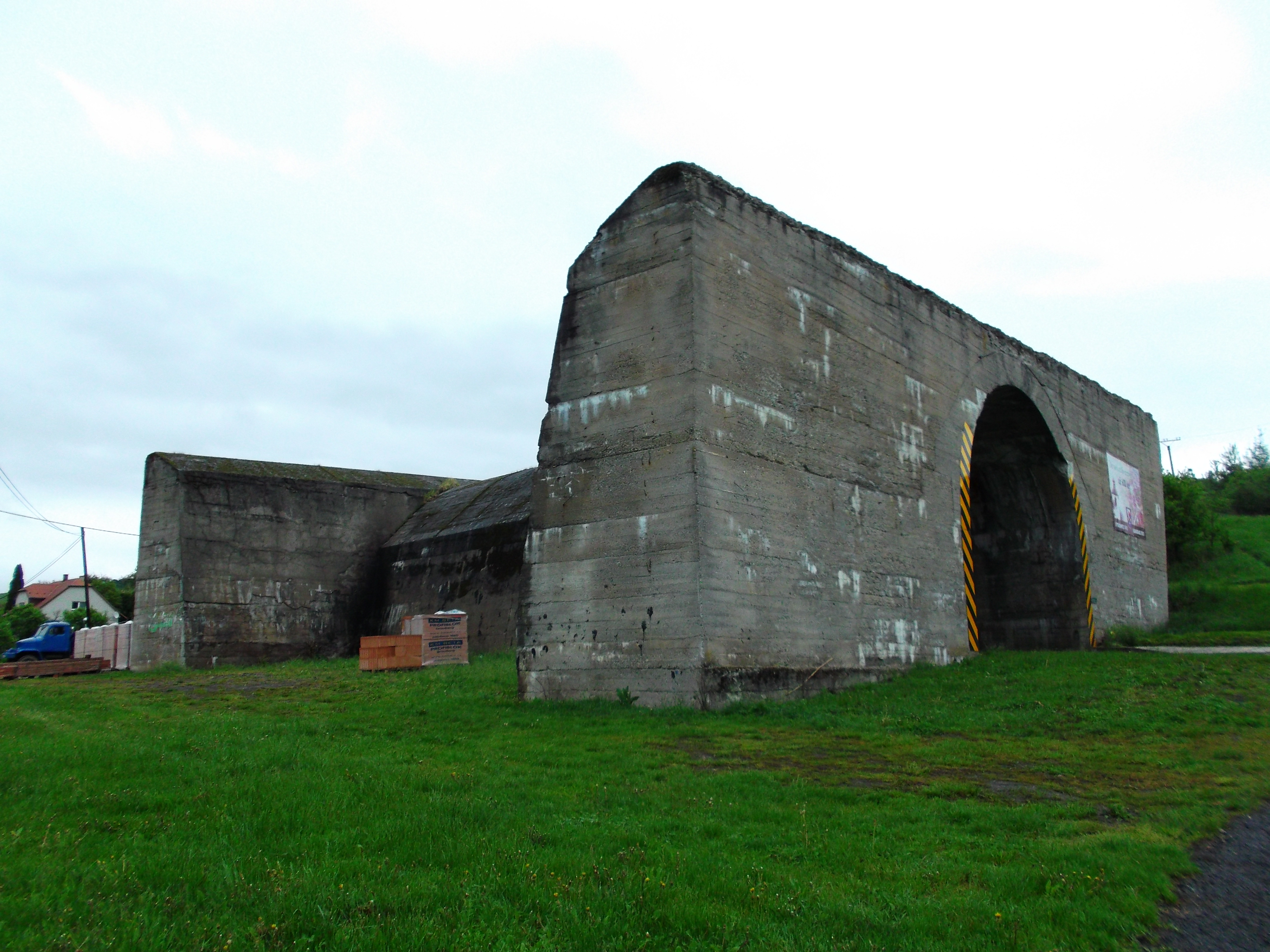
Silniční most, součást nikdy nedokončené Baťovy dálnice
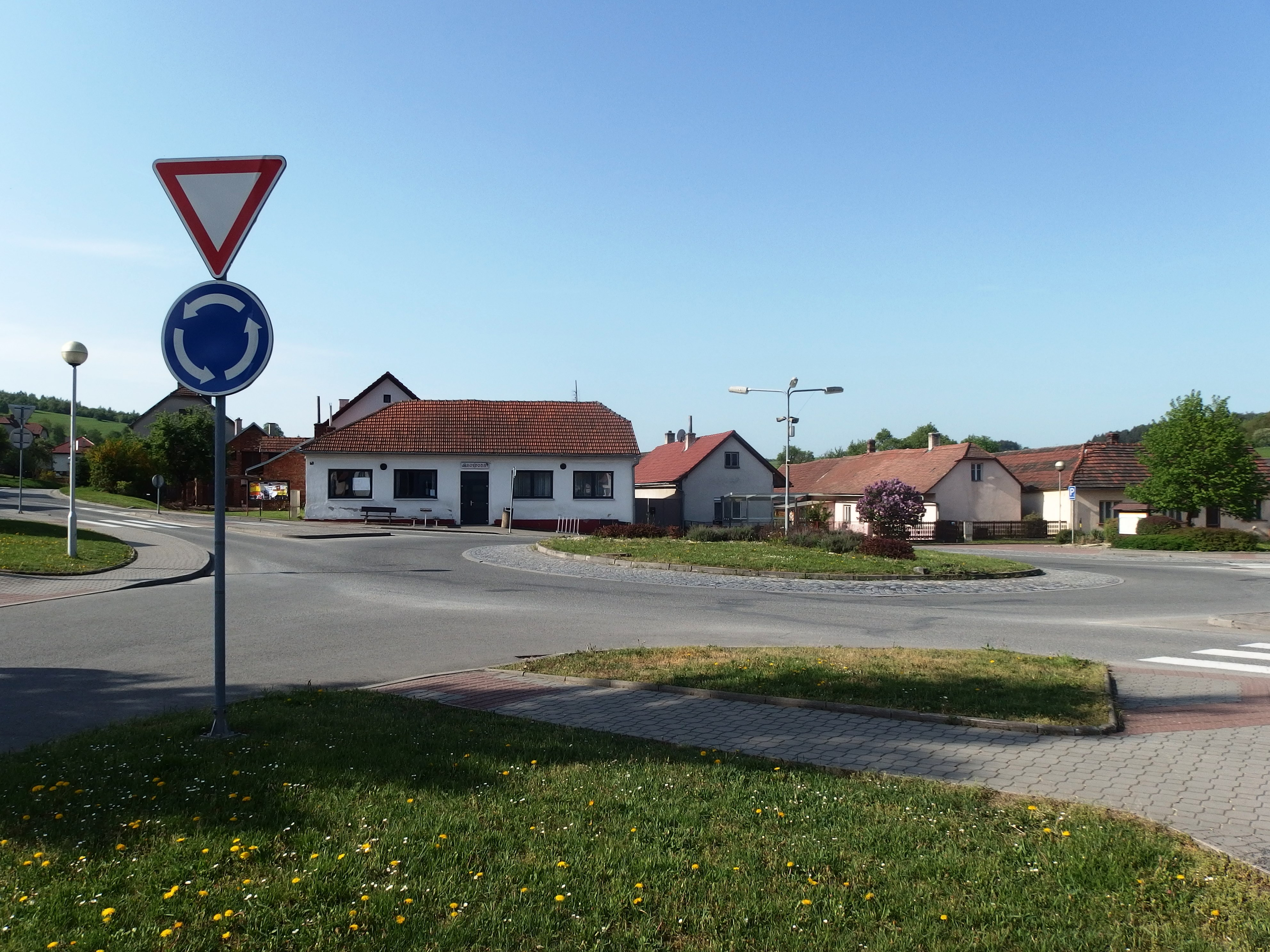
Kruhový objezd v centru obce
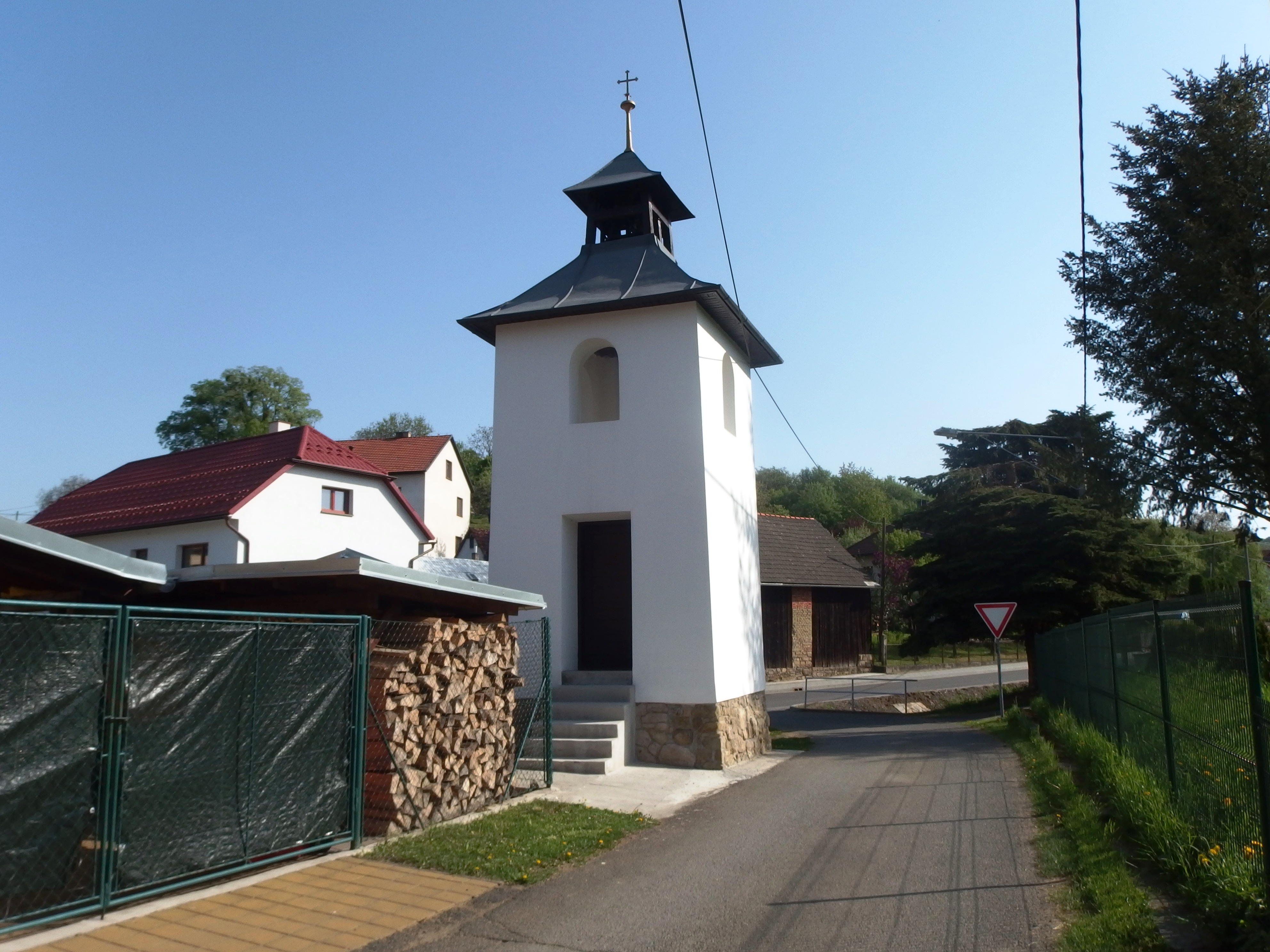
Zvonice
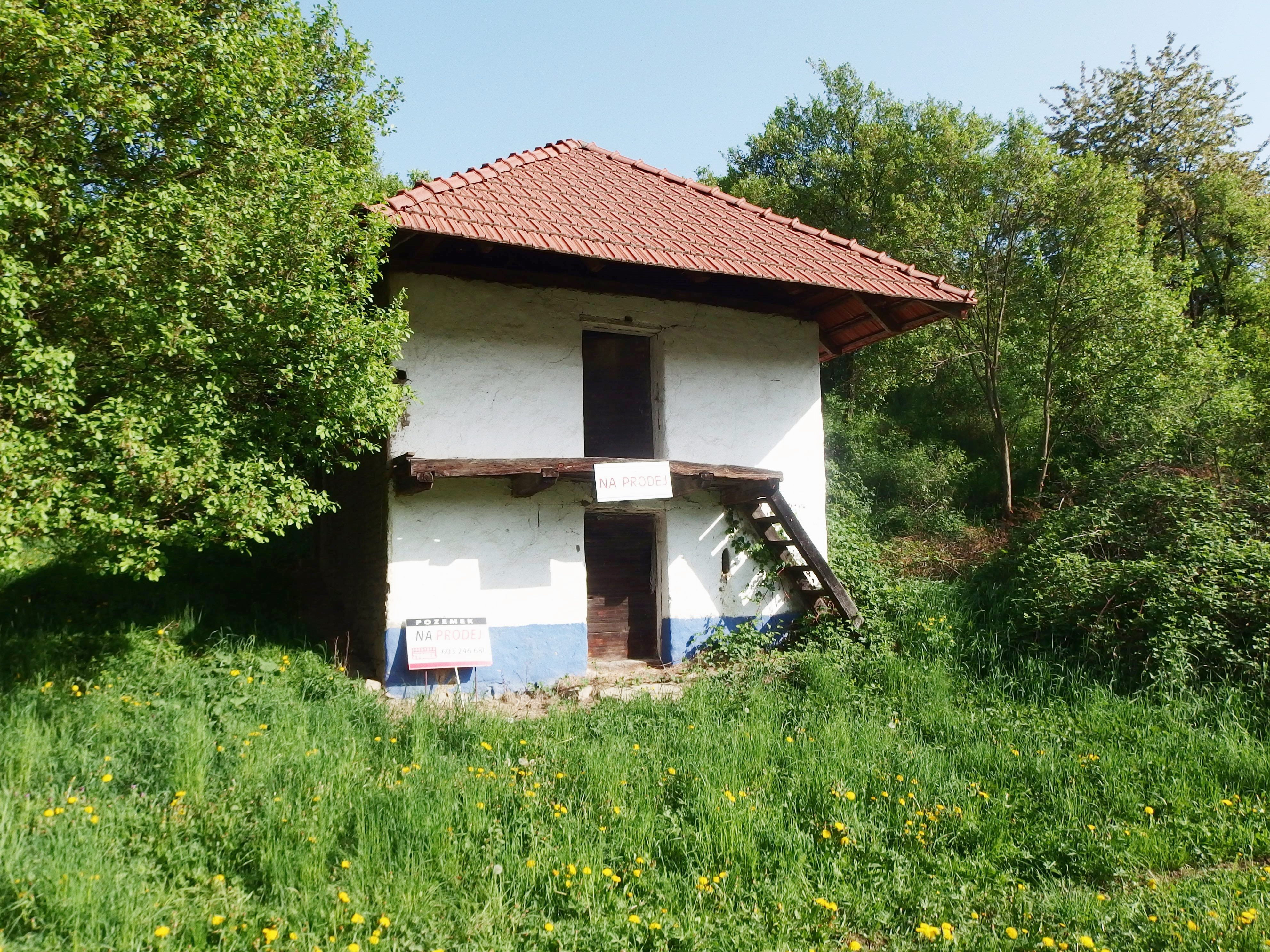
Památkově chráněný špýchar usedlosti č. p. 26